# کوتی پیتزا
کوتی پیتزا (Koti) شرکت رستوران‌های زنجیره‌ای فنلاندی است، که در سال ۱۹۸۷ تأسیس شد.

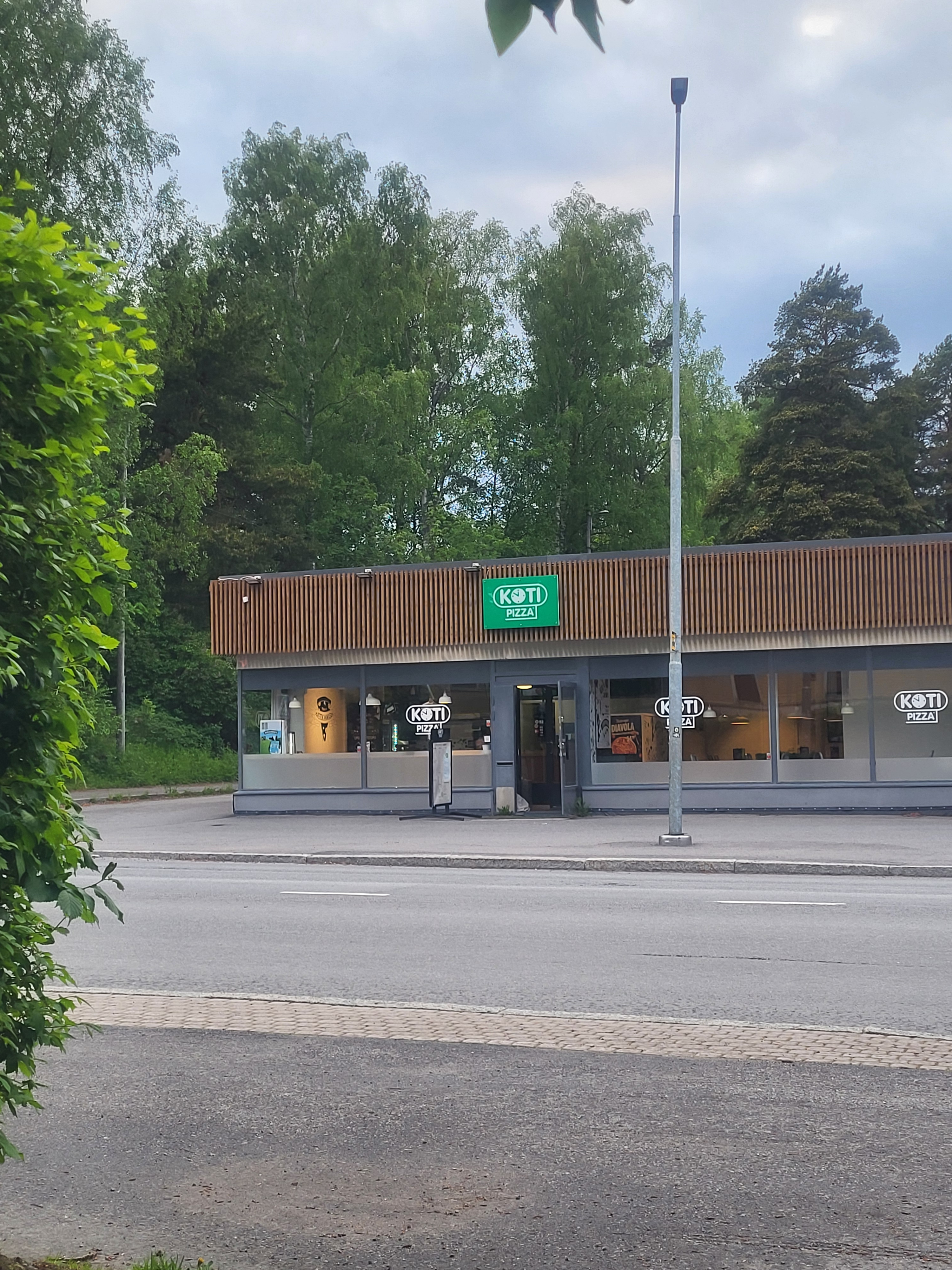
شعبه‌ای از کوتی پیتزا در پالوساری، واسا، فنلاند